# Catahoula Parish
Catahoula Parish (franska: Paroisse de Catahoula) är ett administrativt område, parish, i delstaten Louisiana, USA. År 2010 hade området 10 407 invånare. Administrativ huvudort är Harrisonburg.

## Geografi
Enligt United States Census Bureau har countyt en total area på 1 915 km². 1 822 av den arean är land och 93 km² är vatten.

### Angränsande områden
- Franklin Parish - norr
- Tensas Parish - nordost
- Concordia Parish - öst
- Avoyelles Parish - söder
- La Salle Parish - väst
- Caldwell Parish - nordväst